# Busturia
Busturia es un municipio de la provincia de Vizcaya, (País Vasco) España.
Pertenece a la comarca o merindad de Busturialdea, situada en la orilla izquierda de la ría de Mundaca, al pie del monte Sollube, dentro del estuario del río Oca, a orillas del mar Cantábrico. Es la cuarta localidad de la comarca en cuanto a población, por detrás de Bermeo, Guernica y Mundaca.
El municipio está situado en el centro de la reserva de la biosfera de Urdaibai. Es una de las joyas naturales de Vizcaya y única en la comunidad autónoma del País Vasco. Comprende una serie de hábitats de una gran riqueza ecológica e insustituible valor. Por su extensión y grado de conservación, Urdaibai constituye no solo la zona húmeda más importante del País Vasco, sino una de las áreas de interés internacional, ya que representa un importante lugar de reposo e invernada de las aves migratorias. La UNESCO le concedió el título de reserva de la biosfera en 1984, dentro de su programa M.A.B. En 1992 fue incluida en el Convenio de Ramsar, el cual reúne los humedales más significativos del planeta y en 1994 la Unión Europea la incorporó a su red de Zonas de Especial Protección para las Aves (ZEPA).
El municipio está formado actualmente por siete barrios diferenciados: Axpe de Busturia (Busturi-Axpe), San Bartolomé (San Bartolomé o Amunategi), Altamira, San Cristóbal, Itxasbegi, Goiherri y Paresi. Axpe ostenta la capitalidad administrativa del municipio por estar ubicada en el barrio la casa consistorial de la localidad.
En el municipio están declaradas de interés cultural la iglesia de Santa María de Axpe y la ermita o humilladero de Kurtzio, y se hallan precatalogadas 55 edificaciones por su interés histórico-artístico. Entre ellas la torre de Madariaga (ahora centro de interpretación de Urdaibai) y su torre reloj anexa de carácter neoclásico relacionada con una bonita leyenda y el palacio de Txirapozu, vivienda y estudio del famoso pintor José Mari Uzelai.

## Historia
Se hace referencia a Busturia en las crónicas recogidas por el infante Pedro hacia 1300, en las que refiere la leyenda de Jaun Zuria primer señor de Vizcaya a su llegada a las playas de Mundaca y su establecimiento señorial en la plaza fuerte de Busturia. Todo ello ocurría durante el siglo X o finales del anterior.
Según varias fuentes historiográficas, de tiempos alto-medievales data el palacio de Altamira, residencia de los señores de Vizcaya, reconstruido en el siglo X por Manso López y Gorritz de Madariaga y donado al Monasterio de San Millán de la Cogolla en 1070 por Íñigo López y su mujer, Doña Toda. Igualmente la iglesia monasterial de Santa María de Izpea fue donada por el matrimonio, junto con las rentas y el priorato de Baruci, al obispo de Armentia, Don García, en 1051, pasando a la muerte de éste, en 1072, a su sucesor Don García.
A principios del siglo XIX el patronato era realengo, correspondiendo al rey la presentación de los cinco beneficiarios que componían el cabildo y los diezmos. En la jurisdicción de Busturia se hallaban enclavadas seis ermitas: San Mamés, Jesús Crucificado, San Bartolomé, San Cristóbal, San Miguel y Nuestra Señora de Pareci.
Según refiere Juan Ramón de Iturriza en su Historia General de Vizcaya, era rica en «montazgo de roble y encina para carbón y fogatas, bellotas para cebar el ganado de cerda, trigo, maíz, castaña, manzana, lino y un poco de chacolí de parras». Explotaba, además, cuatro ferrerías, catorce molinos y una alfarería situada en terrenos de San Mamés, que en el siglo pasado produjo la conocida como loza fina de San Mamés de Busturia. Contaba con hospital, escuela de primeras letras y, en 1892, con un ramal de ferrocarril de Amorebieta. Para el gobierno político tenía un fiel con asiento y voto número tres en las Juntas Generales de Gernika.

## Toponimia
No se sabe con exactitud cuál es el origen etimológico de Busturia. Además hay que tener en cuenta que el topónimo Busturia nombraba antiguamente tanto a una anteiglesia (actual municipio de Busturia) como a una merindad (actual comarca de Busturialdea), sin saberse si el nombre de la merindad derivaba del de la anteiglesia o viceversa. La anteiglesia de Busturia ejercía de cabeza de la merindad homónima.
La anteiglesia tenía el nombre completo de Santa María de Axpe de Busturia; y era llamada de forma simplificada Axpe de Busturia o Busturia. Santa María era el nombre de la advocación religiosa de la parroquia, siendo antiguamente usual utilizar el nombre de la advocación de las parroquias en el nombre de las anteiglesias. Axpe es el nombre del principal barrio y capital de la anteiglesia.
Entre las diversas hipótesis existentes sobre el origen del topónimo la más extendida es la que propuso entre otros Koldo Mitxelena al afirmar que el nombre de la anteiglesia podría proceder de la expresión en lengua vasca (dialecto vizcaíno) bost uri ('cinco villas' o 'poblaciones'). La -a final es artículo en euskera.
Según la versión de Mitxelena el topónimo Busturia haría referencia a los cinco barrios que formaban la anteiglesia, por lo que el topónimo sería traducible como la (anteiglesia) de los 5 pueblos. De la anteiglesia el nombre se habría transferido a la merindad de la que ejercía como cabeza. Es una hipótesis sugerente, ya que si algo ha caracterizado a Busturia es la fuerte personalidad y la diferenciación de sus barrios, que ha llegado hasta la actualidad. El problema que plantea esta hipótesis es que los barrios históricos del municipio que han llegado hasta la actualidad son cuatro (no cinco), a la sazón Axpe, San Bartolomé, San Cristóbal y Altamira. Para validar esta hipótesis habría que encontrar un quinto barrio de Busturia, existente en los orígenes de la anteiglesia, pero que hubiese desaparecido, hubiera perdido importancia o hubiese sido absorbido por otro de los barrios. Según la opinión de Joseba Agirreazkuenaga (historiador que vivió su niñez en Busturia) ese quinto barrio podría ser Paresi, un pequeño barrio rural del municipio. María Victoria de Gondra y Oraa mantiene que ese es el origen del topónimo y afirma que la heráldica existente en Busturia apoya esta hipótesis.
Otra posibilidad es que Busturia significase 'la (merindad) de los 5 pueblos o villas' e hiciera mención originalmente a la merindad y que posteriormente se hubiera trasladado el nombre a la anteiglesia que ejercía de cabeza de la misma, pero la Merindad de Busturia estaba compuesta por 27 anteiglesias y en su territorio se asentaban 6 villas (jurídicamente separadas de la misma), lo que tampoco permite cuadrar el número a priori.
Juan Ramón de Iturriza en su Historia General de Vizcaya, comentó que el nombre de Busturia derivaba de la expresión 'bajo la peña', ya que en los documentos del siglo XI aparece mencionado como subtus penna. Esta afirmación, sin embargo, se refiere probablemente al topónimo Axpe, que nombra al barrio que es la capital del municipio. Axpe es fácilmente reconstruible como derivado de haitz -pe (bajo la peña) en el dialecto vizcaíno del euskera. Existe la posibilidad de que Axpe hubiera sido el nombre original de toda la anteiglesia (no sólo de su principal núcleo) y Busturia se le hubiese añadido posteriormente por ser la capital de dicha merindad. La anteiglesia solía ser llamada Axpe de Busturia, nombre que sirve también para distinguirla de otras localidades vizcaínas del mismo nombre, como Axpe Marzana.
Existen otras numerosas teorías que tratan de explicar el nombre del municipio a través de diversas expresiones en lengua vasca: según María Rosa Lida bost ur (cinco aguas) podría hacer referencia a cinco ríos existentes en la Merindad y este nombre posteriormente se habría trasladado a la anteiglesia; según el escritor Jacinto Gómez Tejedor Busturia procedería de buztin uria (el pueblo de la arcilla), ya que Busturia se encuentra en una zona con grandes acumulaciones de arcilla y existe tradición de trabajo de ese material; Jaime Querejeta incluye en su Diccionario onomástico y heráldico vasco que Busturia procede de ustu uria (el pueblo de la avena).
Según la Real Academia de la Lengua Vasca, el nombre vasco de la localidad es Busturia(-a), es decir que la -a final es un artículo y debe ser tratado como tal, pudiendo perderse en ciertas frases. Los gentilicios son busturiano, -a en castellano y busturiarra en euskera.
También es interesante la existencia de un apellido Busturia.

## Demografía
Busturia cuenta con una población de 1656 habitantes (INE 2024).
| Gráfica de evolución demográfica de Busturia entre 1842 y 2021                                                      |
| |
| Población de derecho según los censos de población del INE Población de hecho según los censos de población del INE |

Evolución de la población
Según los datos del EUSTAT, la población de Busturia ascendía en el año 2017 a 1659 habitantes, distribuidos de forma desigual en cada uno de los barrios que conforman el municipio.
La densidad poblacional se sitúa en los 84,8 hab./km², por debajo de la media comarcal, aunque se incrementa notablemente en el núcleo urbano y sustancialmente en época de vacaciones estivales.
La población de Busturia sobrepasaba ligeramente las 1600 de personas a la fecha de 2003. En comparación con las 1.584 que a comienzos de siglo habitaban el territorio municipal, la población municipal no ha seguido la pauta de comportamiento a nivel de la CAPV, que se ha multiplicado por tres veces y media a lo largo de un proceso que no ha sido ni estable ni homogéneo.
Desde un punto de vista demográfico Busturia registra un incremento poblacional progresivo desde principios del siglo XX hasta la década de los años 40. A partir de esa fecha se invierte la tendencia y el municipio se adentra en un proceso de descenso poblacional paulatino que llega hasta los años 70. Una tercera fase se va a caracterizar por una ligera aceleración del ritmo de crecimiento para, a partir de los años 90 estabilizar el contingente poblacional en torno a los 1700 personas.
Estructura de la población
La evolución de la estructura de la población de Busturia refleja el progresivo envejecimiento de la misma producido en los últimos años. En la actualidad, Busturia posee una población más envejecida que en el año 1986, con una menor población joven (0-19) y una mayor población de (64 o más).
En concreto, en el año 2001 la población joven de Busturia supone el 13,2% del total, 14,1 puntos porcentuales menos que en el año 1986. Por el contrario, la población mayor tiene un peso en el municipio 5,9 puntos porcentuales más que en el año 1986.
Respecto a la estructura de la población según el sexo, la proporción de sexos muestra una mayor presencia de hombres, que suponen en el año 2001 el 50,5% sobre el total de habitantes, mientras que las mujeres son el 49,4%.
Movimiento natural y migratorio
El movimiento natural de la población lo constituyen los nacimientos y defunciones ocurridos en el municipio en un periodo de tiempo determinado, obteniéndose de la diferencia entre ambos el Crecimiento Vegetativo de la Población.
Según los datos aportados por el Instituto Vasco de Estadística (EUSTAT) en el período 1996- 2002 el número de nacimientos en el municipio fue de 83, mientras que las defunciones fueron 194 en el mismo intervalo de tiempo; comportamientos discontinuos con altibajos. Todo ello se traduce en un crecimiento vegetativo negativo del movimiento natural de la población (-111).
El Movimiento migratorio hace referencia al cambio de residencia habitual entre dos demarcaciones geográficas administrativamente definidas; en este sentido, una migración implica siempre dos eventos concurrentes, una emigración o abandono de la residencia en una zona, y la inmigración o inicio de la residencia en otra zona. Las migraciones internas son aquellas migraciones originadas en un municipio de la C.A.E. y cuyo destino es otro municipio distinto, también de la C.A.E. Las migraciones externas se refieren a los movimientos entre la C.A.E. y el resto del Estado o el extranjero.
En el año 2001 la inmigración es inferior a la emigración, por lo que el saldo migratorio externo o la diferencia entre las entradas por emigración y las salidas por el mismo motivo es negativo (-6). Sin embargo, el movimiento migratorio interno es positivo (+28). Por lo tanto, el cambio de residencia de otros municipios de la comarca o incluso de la C.A.E hacia Busturia se presenta como una de las causas explicativas de la progresiva tendencia hacia el mantenimiento del contingente poblacional municipal hasta el año 2001.
Núcleos urbanos y distribución espacial de la población
Busturia es un municipio disperso en 7 barrios, cuatro de ellos de carácter urbano, donde se concentra la mayor parte de la población, también existen en el término municipal tres núcleos de población o barrios rurales. El ámbito territorial de Busturia se distribuye de la siguiente manera:
- Itxasbegi (Artadi-Santarena)
- Axpe (Axpe-Busturia)
- Altamira
- San Cristóbal
- Gohierri (Añetu-Larrazabale)
- San Bartolomé (Amunategi)
- Paresi

## Administración y política

### Gobierno municipal
Anteiglesia, merindad de Busturia, señorío o territorio histórico de Vizcaya. A efectos electorales se divide en un distrito con dos secciones: la I, que engloba la parte norte del municipio (Artadi-Santarena, Axpe, San Bartolomé y Goiherri), y la II, la parte sur (Gorritxikale, San Cristóbal, Altamira y Parisi).
El Ayuntamiento está integrado por nueve concejales elegidos en listas cerradas y bloqueadas en las elecciones municipales, y repartidos mediante el reparto de escaños proporcional corregido según el sistema D'Hondt, de acuerdo con lo dispuesto por la Ley Orgánica General Electoral. El alcalde es designado indirectamente por el Pleno o Asamblea municipal, y el alcalde designa libremente a su vez la Junta de Gobierno Local compuesta por tres ediles.
Ocupaba en el pasado el tercer lugar y asiento en las Juntas Generales de Guernica, y actualmente es parte de la circunscripción de Uribe-Busturia-Marquina de las JJ.GG. de Vizcaya, todo ello regulado por la Norma Foral Electoral de Vizcaya.
| Partido político                                              | 2015   | 2015       | 2011   | 2011       | 2007   | 2007       | 2003        | 2003        | 1999   | 1999       | 1995   | 1995       | 1991  | 1991       |
| Partido político                                              | %      | Concejales | %      | Concejales | %      | Concejales | %           | Concejales  | %      | Concejales | %      | Concejales | %     | Concejales |
| Euzko Alderdi Jeltzalea-Partido Nacionalista Vasco (EAJ-PNV)  | 40,08  | 4          | 35,72  | 3          | 35,86  | 4          | 47,06       | 5           | 37,13  | 4          | 44,53  | 5          | 45,78 | 5          |
| Euskal Herria Bildu (EH Bildu)-Bildu                          | 33,76  | 3          | 56,73  | 6          | —      | —          | —           | —           | —      | —          | —      | —          | —     | —          |
| Busturia Independiente Taldea (BIT)                           | 21,31  | 2          | —      | —          | —      | —          | —           | —           | —      | —          | —      | —          | —     | —          |
| Partido Socialista de Euskadi-Euskadiko Ezkerra (PSE-EE PSOE) | 2,53   | 0          | 3,19   | 0          | 2,89   | 0          | 4,63        | 0           | 5,17   | 0          | 4,06   | 0          | 2,35  | 0          |
| Partido Popular del País Vasco (PP)                           | —      | —          | 1,65   | 0          | 1,54   | 0          | 2,86        | 0           | 2,36   | 0          | —      | —          | —     | —          |
| Eusko Abertzale Ekintza-Acción Nacionalista Vasca (EAE-ANV)   | —      | —          | —      | —          | 35,41  | 3          | —           | —           | —      | —          | —      | —          | —     | —          |
| Eusko Alkartasuna (EA)                                        | —      | —          | —      | —          | 21,32  | 2          | 21,03       | 2           | 24,34  | 2          | 25,13  | 2          | 17,26 | 1          |
| Ezker Batua-Berdeak (EB-B)-Aralar                             | —      | —          | —      | —          | 2,17   | 0          | —           | —           | —      | —          | —      | —          | —     | —          |
| Auzoarteko (AHK)                                              | —      | —          | —      | —          | —      | —          | 23,21       | 2           | —      | —          | —      | —          | —     | —          |
| Euskal Herritarrok (EH)-Herri Batasuna (HB)                   | —      | —          | —      | —          | —      | —          | Ilegalizado | Ilegalizado | 29,06  | 3          | 25,22  | 2          | 32,36 | 3          |
| Euskadiko Ezkerra (EE)                                        | PSE-EE | PSE-EE     | PSE-EE | PSE-EE     | PSE-EE | PSE-EE     | PSE-EE      | PSE-EE      | PSE-EE | PSE-EE     | PSE-EE | PSE-EE     | 1,03  | 0          |

### Organismos supramunicipales
El Ayuntamiento de Busturia participa en los siguientes organismos supramunicipales y entidades:
- Consorcio de Aguas de Busturialdea.
- Mancomunidad de Servicios Sociales de Busturialdea.
- Centro de Iniciativas Profesionales-Behargintza.
- Patronato de la Biosfera de Urdaibai.
- Gernikako Industrialdea S.A.
- Asociación de Agricultura de Montaña Guernica-Bermeo "Urremendi".
- Matadero comarcal
- Mancomunidad de Servicios Sociales de Busturialdea.
- Asociación de Municipios Vascos (Eudel).

### Justicia
Municipal, Juzgado de Paz, con Juez designado por el pleno del Ayuntamiento, dentro del partido judicial de Guernica y Luno, Vizcaya.

### Organización eclesiástica
Según Idoia ESTORNÉS ZUBIZARRETA , en la actualidad está dividida en dos parroquias, la de Santa María de Ispea y la de San Miguel. Esta última, en el barrio de Altamira, antes una ermita dedicada a San Lorenzo fue demolida en 1947 y reemplazada por la iglesia del Santo Arcángel. Tiene además Busturia cuatro ermitas: la muy antigua de Parezi o Bareizi, la de San Bartolomé de Enderika, la del Santo Cristo y la de San Cristóbal. En el siglo IX tuvo otra que desapareció al construirse la factoría de cerámica que lleva su nombre y situado al norte del municipio dedicada a San Mamés.

### Patrimonio
Monumentos
- Ermita de Santo Cristo: situada en el barrio de Axpe, perteneciente a la Edad Moderna, siglo XVI, de estilo renacentista con un régimen de protección actual Inventariado y publicado en el Boletín BOPV 03-11-1995

- Iglesia de Santa María: situada en el barrio de Axpe, perteneciente a la Edad Moderna, siglo XVI, de estilo gótico con un régimen de protección actual inventariado y publicado en el boletín BOPV 03-11-1995

Zonas de presunción arqueológica
- B.O.P.V. n.º102, de 30 de mayo de 1997:

- 1. Torre de Gordóniz
- 2. Ermita de San Mamés de Matategi
- 5. Iglesia de Santa María de Busturia
- 6. Ermita - Humilladero del Sto. Cristo
- 7. Ermita de San Bartolomé
- 8. Caserío Mendeletxa / Mendelexeta
- 9. Caserío Musategi
- 10. Torre de Madariaga
- 11. Ermita de San Miguel Arcángel
- 12. Ferrería de Beotegi
- 13. Casa Ugarene
- 14. Caserío Olarreta
- 15. Ferrería de Alarbin Goikoa
- 16. Ferrería Celeta
- 17. Ferrería Txarabiola
- 18. Ferrería de Arbe
- 19. Caserío Apraiz Barrenengoa
- 20. Caserío Apraiz Erdikoa
- 21. Monolito de Sorbitzuaga
- 22. Ermita de Parezi
- 23. Túmulo de Mape
- 24. Asentamiento de Mape I
- 25. Asentamiento de Sollube Txikerra I
- 26. Asentamiento de Sollube Txikerra II
- 27. Dolmen de Añabusti
- 28. Asentamiento de Añabusti

Pre-catálogo de la Edificación Protegida=
Se incluye el listado del Inventario Provisional del Patrimonio Histórico-Arquitectónico del Departamento de Cultura del Gobierno Vasco. Según la normativa urbanística local (ART 266 NSPU de BUSTURIA, BOB núm. 42. Sábado, 1 de marzo de 1997) este listado tendrá la consideración de PRE-CATALOGO hasta la elaboración del propio Catálogo de edificación protegida.
- 48021COODO01 	Ermita de San Cristóbal (San Cristóbal)
- 48021COODO02	Caserío Matxiñene (San Cristóbal)
- 48021COODO03	Caserío Eskibil (San Cristóbal)
- 48021COODO04	Caserío Eskibilatze (San Cristóbal)
- 48021COODO05	Caserío Ontzene (San Cristóbal)
- 48021COODO06	Caserío Goiebargoikoa (San Cristóbal)
- 48021COODO07	Caserío Barrenengoa (San Cristóbal)
- 48021COODO08	Caserío Erdikoa (San Cristóbal)
- 48021COODO09	Ventanas Apraiz Erdikoa (San Cristóbal)
- 48021COODO10	Molino Zeleta (San Cristóbal)
- 48021COODO11	Caserío Olañeta (San Cristóbal)
- 48021COODO12	Molino Olaerrota (San Cristóbal)
- 48021COODO13	Molino Alarbin Albokoa (San Cristóbal)
- 48021COODO14	Ferrería Alarbin Goikoa (San Cristóbal)
- 48021COODO15	Ferrería Txarrabiola (San Cristóbal)
- 48021COODO16	Caserío Txoria (Paresi)
- 48021COODO17	Ermita Blanca de Parezi (Paresi)
- 48021COODO18	Necrópolis de Parezi (Paresi)
- 48021COODO19	Puerta Gº Ugarene (San Cristóbal)
- 48021COODO20	Caserío Belaustegi (San Bartolomé)
- 48021COODO21	Caserío Etxebarriatze (San Bartolomé)
- 48021COODO22	Caserío Etxebarri (San Bartolomé)
- 48021COODO23	Caserío Kanteraune (San Bartolomé)
- 48021COODO24	Casa torre Madariagatorre (San Bartolomé)
- 48021COODO25	Reloj Amunategi (San Bartolomé)
- 48021COODO26	Caserío Musotegi (San Bartolomé)
- 48021COODO27	Caserío Oliene (San Bartolomé)
- 48021COODO28	Caserío Mendeletxea (San Bartolomé)
- 48021COODO29	Molino Porrutene (San Bartolomé)
- 48021COODO30	Ermita San Bartolomé (San Bartolomé)
- 48021COODO31	Caserío Dorike (San Bartolomé)
- 48021COODO32	Caserío Ludoiene (San Bartolomé)
- 48021COODO33	Caserío Amunategi (San Bartolomé)
- 48021COODO34	Caserío Goizekona (Goherri)
- 48021COODO35	Caserío Urkiobe (Gohierri)
- 48021COODO36	Molino Tribiskoerrota (Gohierri)
- 48021COODO37	Iglesia de Santa María (Axpe)
- 48021COODO38	Casa cural (Axpe)
- 48021COODO39	Cruz (Axpe)
- 48021COODO40	Ayuntamiento (Axpe)
- 48021COODO41	Ermita del Santo Cristo (Axpe)
- 48021COODO42	Casa Bulukua (Axpe)
- 48021COODO43	Escuelas de niñas (Axpe)
- 48021COODO44	Casa Artetxe Zuria (Axpe)
- 48021COODO45	Villa Palmira (Axpe)
- 48021COODO46	Torre Gordoniz (Axpe)
- 48021COODO47	Caserío Santarena (Artadi)
- 48021COODO48	Villa Matilde (Artadi)
- 48021COODO49	Caserío Arrizuaga Goikoa (Axpe)
- 48021COODO50	Caserío Arroaga (Axpe)
- 48021COODO51	Molino Errotatxu (Axpe)
- 48021COODO52	Casa Domarine (Axpe)
- 48021COODO53	Iglesia de San Miguel (Altamira)
- 48021COODO54	Palacio Chirapozu (Altamira)
- 48021COODO55	Casa Basabe (Altamira)
- 48021COODO56	Caserío Atxerri (Altamira)
- 48021COODO57	Soportal Gº Txukene (Altamira)
- 48021COODO58	Molino Apriskoerrota (Altamira)

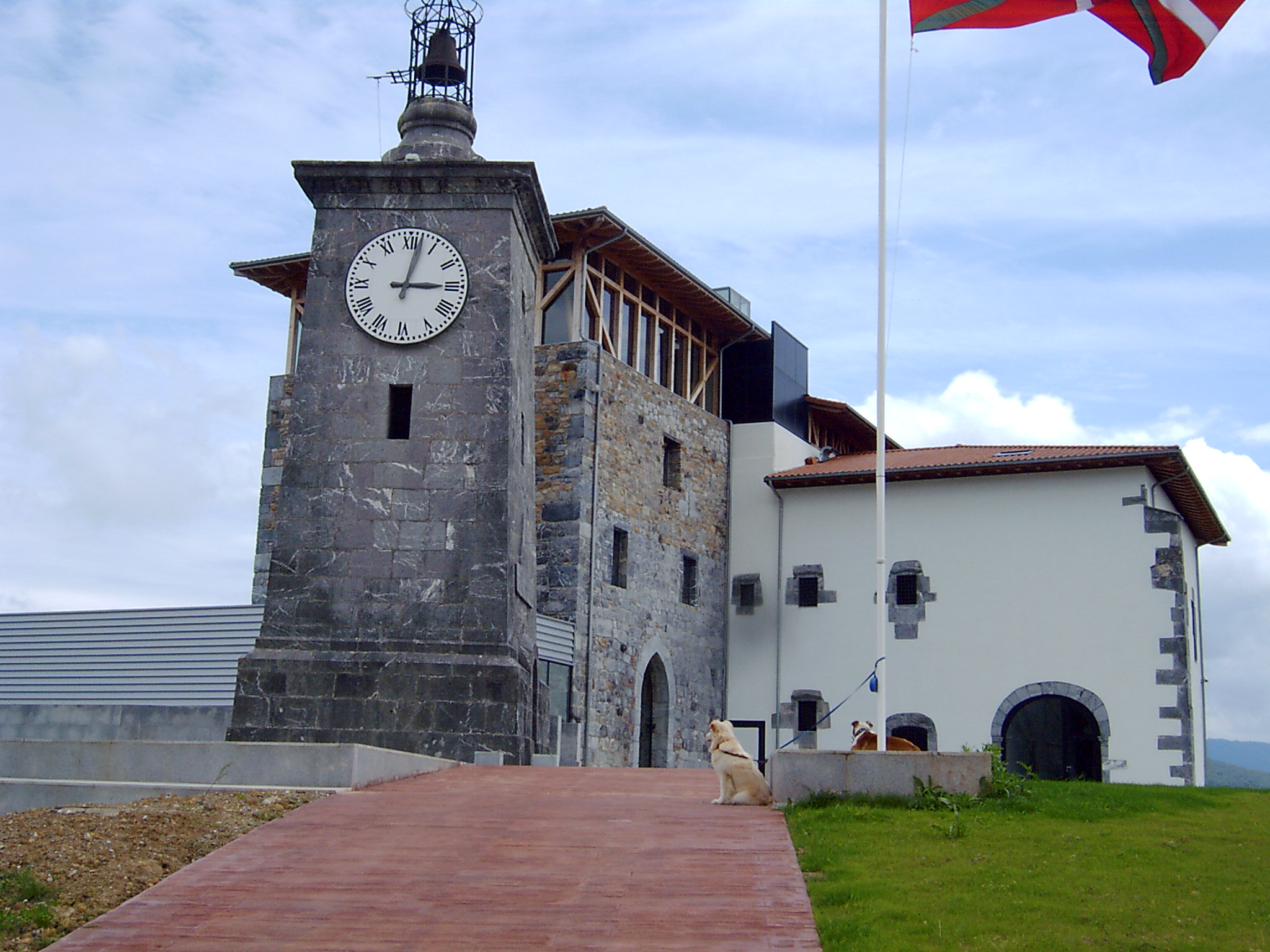
Torre Madariaga, San Bartolome
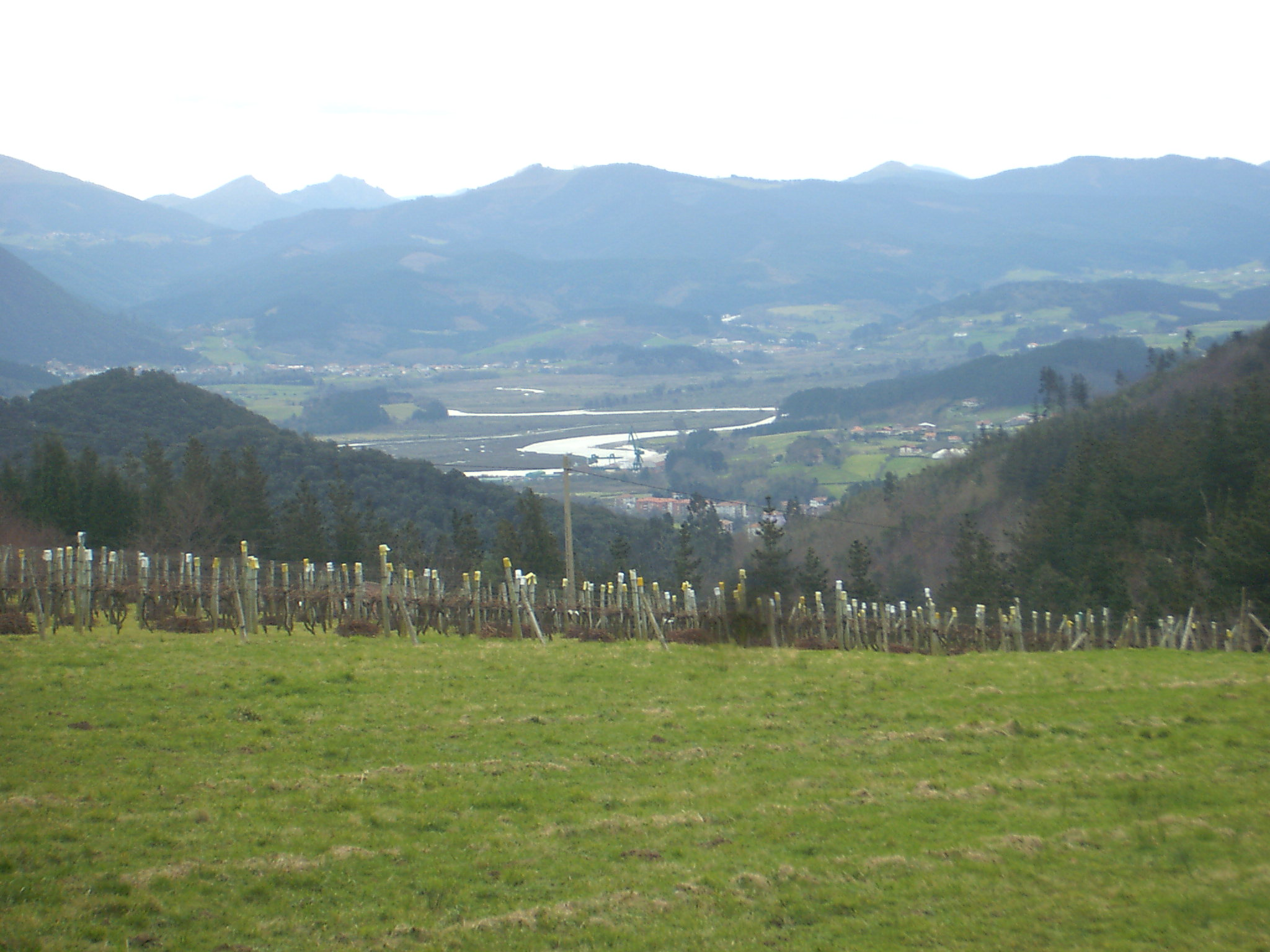
Sankristobal desde el Barrio Goieherri
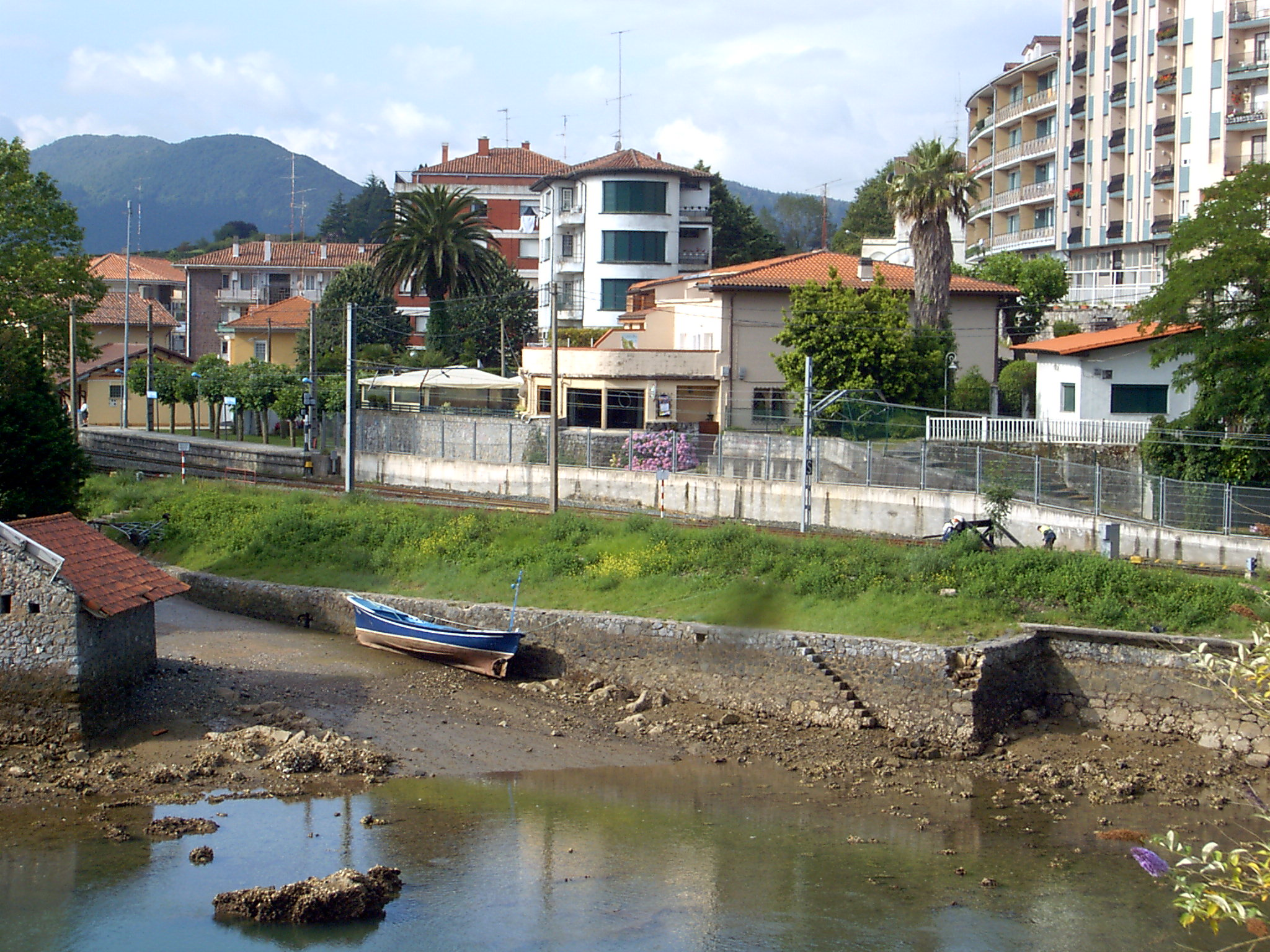
Barrio y Estación de Itxasbegi
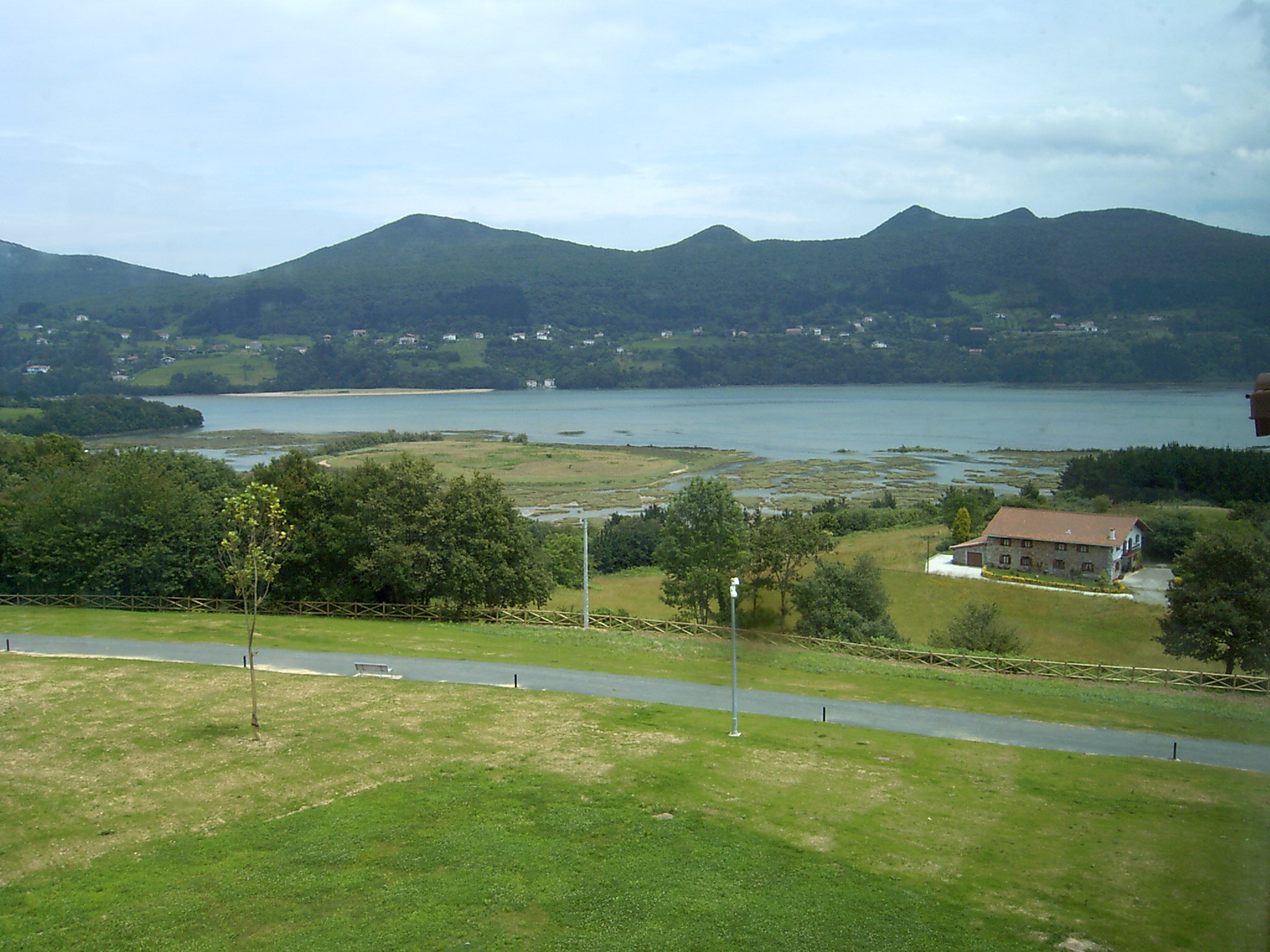
Marismas de Busturipunte
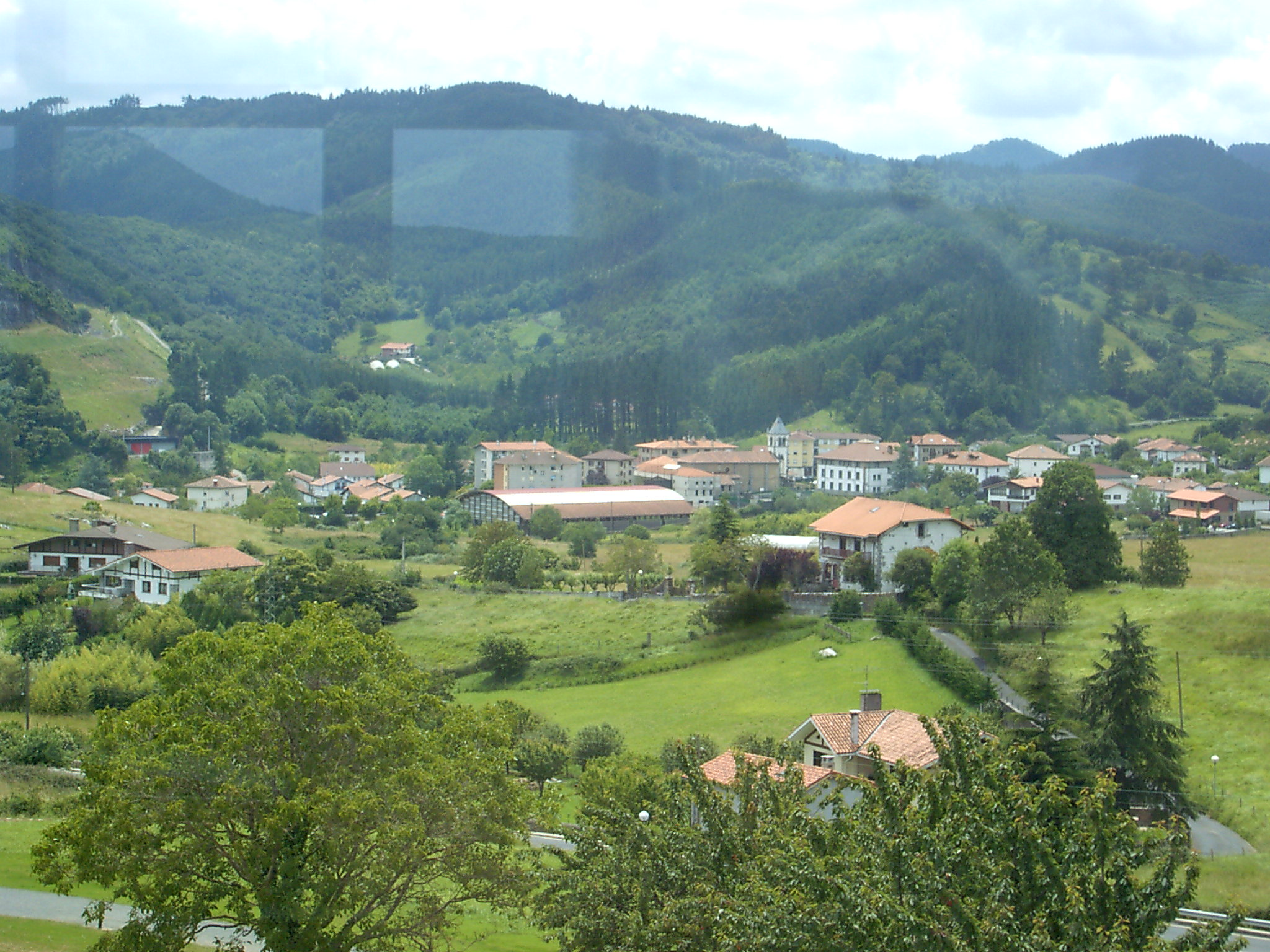
Vista General Altamira
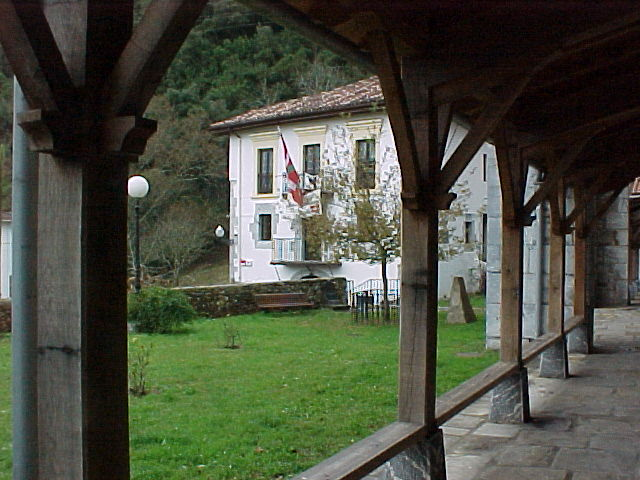
Ayuntamiento Busturia, Axpe